# 水城区
水城区是中华人民共和国贵州省六盘水市下辖的一个市辖区，位于贵州西部，地处川滇黔桂四省区结合部，素有“四省立交桥”之称。

## 历史沿革
明属安氏土司辖地。清雍正十一年（1733年），划大定府之永顺、常平二里建水城厅，得名于春夏水拱城垣，一说因水城河而得名。乾隆四十一年（1776年），再划平远州（今织金县）之崇信、时丰、岁稔三里入水城厅。民国二年（1913年）改为水城县，隶属贵西道。
1949年后隶毕节专区。1965年于县内另设水城矿区，1966年划大河、汪家寨等十公社置水城特区，隶属于西南煤炭建设指部，与县并存。1970年，水城矿区与水城县合并为水城特区，隶属新成立的六盘水地区（得名于所辖的六枝、盘县、水城三特区，1978年更名为六盘水市）。1987年撤水城特区，复设水城县与六盘水市钟山区，县政府驻钟山区黄土坡街道。2003年，经民政部批准（民函[2003]99号）县政府迁至水城县滥坝镇双水（今双水街道）。
2020年7月18日，贵州省政府官网公布，国务院正式批复同意贵州省调整六盘水市部分行政区划，将水城县的保华镇、木果镇、南开苗族彝族乡、金盆苗族彝族乡、青林苗族彝族乡划归六盘水市钟山区管辖；撤销水城县，设立六盘水市水城区。

### 鸡场镇山体滑坡

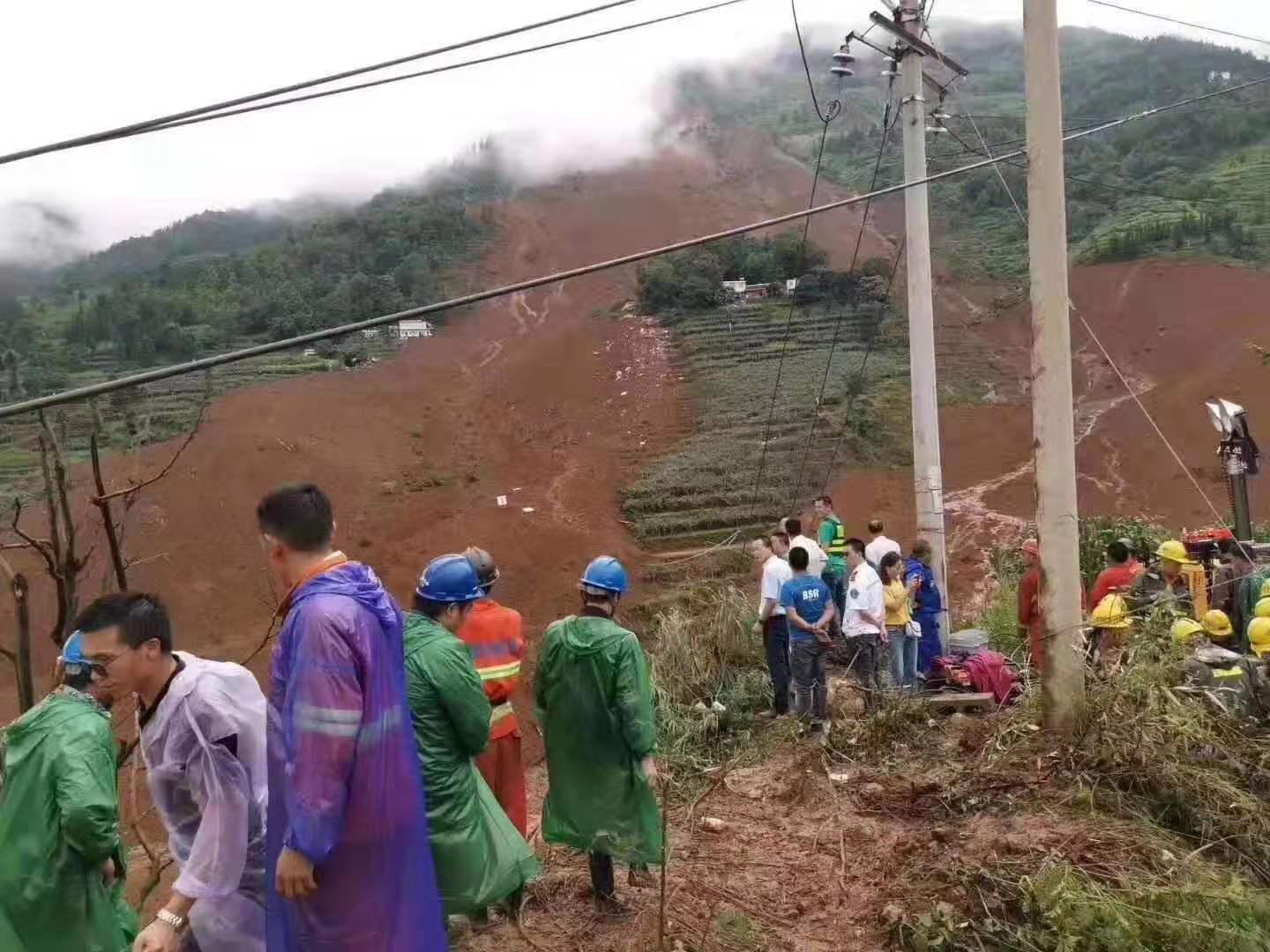

2019年7月23日21时20分，水城县鸡场镇发生山体滑坡，造成山体下面居住的21户房屋和70余人被埋。截止7月28日23时30分，已有11人生还，42人死亡，失联9人。

## 行政区划
水城区下辖9个街道办事处、11个镇、10个民族乡：
双水街道、尖山街道、老鹰山街道、董地街道、新桥街道、以朵街道、红桥街道、石龙街道、海坪街道、比德镇、化乐镇、蟠龙镇、阿戛镇、勺米镇、玉舍镇、都格镇、发耳镇、鸡场镇、陡箐镇、米箩镇、坪寨彝族乡、龙场苗族白族彝族乡、营盘苗族彝族白族乡、顺场苗族彝族布依族乡、花嘎苗族布依族彝族乡、杨梅彝族苗族回族乡、新街彝族苗族布依族乡、野钟苗族彝族布依族乡、果布嘎彝族苗族布依族乡和猴场苗族布依族乡。
1996年水城县辖1个镇、3个乡、29个民族乡，至2011年末未有行政区划变更。2012年，贵州省政府批复同意撤销2个乡、6个民族乡，设立8个镇。2013年，贵州省政府批复同意撤销3个民族乡，设立3个镇，并将钟山区老鹰山镇划入，双戛彝族乡划出到钟山区。2015年，贵州省政府批复同意撤销5个镇、1个乡、6个民族乡，设立4个街道、5个镇。
县内设有贵州水城经济开发区，于2011年成立，规划总面积203.35平方公里，辖区人口7.8万人，首期启动的核心区面积19.12平方公里，将重点打造贵州省新型重化工业基地和循环经济示范区，新型产业拓展区和承接地，贵州西部综合性物流中心。

## 现任领导
| 机构     | · 中国共产党 · 水城县委员会 · 书记 | 水城县人民代表大会 常务委员会 主任 | 水城县人民政府 代理县长 | · 中国人民政治协商会议 · 水城县委员会 · 主席 | 水城县监察委员会 主任 |
| -------- | ---------------------------------- | ---------------------------------- | ----------------------- | -------------------------------------------- | --------------------- |
| 姓名     | 张志祥                             | 蔡盛周                             | 赵庆强                  | 谢如宪                                       | 王永曦（女）          |
| 民族     | 汉族                               | 汉族                               | 汉族                    | 彝族                                         | 汉族                  |
| 籍贯     | 贵州省盘州市                       | 贵州省水城县                       | 贵州省水城县            | 贵州省盘州市                                 | 四川省泸州市          |
| 出生日期 | 1961年11月（63歲）                 | 1967年6月（57歲）                  | 1976年2月（49歲）       | 1966年2月（59歲）                            | 1973年8月（51歲）     |
| 就任日期 | 2014年10月                         | 2016年12月                         | 2018年8月               | 2016年12月                                   | 2018年2月             |

## 交通
- 356国道过境。

## 经济
2017年，水城县完成地区生产总值258.25亿元，增长11.2%；完成500万元以上固定资产投资370.24亿元，增长21.9%；实现社会消费品零售总额21.56亿元，增长12.4%；城镇和农村居民人均可支配收入分别达25867元、8470元，增幅均达10.2%。
水城县矿产资源丰富，已探明煤、铁、铅等31种矿种和100余处矿床矿点，是全国首批100个重点产煤县之一。北盘江、三岔河穿境而过，水能资源丰富，现已建成水电站23座，装机容量61.2万千瓦。

## 文化旅游
水城县文化底蕴浓厚，有南开苗族跳花节、青林芦笙艺术节、海坪彝族火把节等民族民间文化，入选文化部“中国现代民间绘画画乡”、“中国民间文化艺术之乡”，其中苗族芦笙舞入选第一批国家级非物质文化遗产名录。
水城县地处“凉都”六盘水腹地，全境位于乌蒙山国家地质公园的核心区，年均气温12℃，雨量充沛，是有名的避暑胜地。

## 特产
水城春茶、水城猕猴桃：中国地理标志产品。